# 删除法案
《打击技术性深度伪造在网站与网络上传播以应对已知滥用工具法案》（英語：Tools to Address Known Exploitation by Immobilizing Technological Deepfakes on Websites and Networks Act）简称《删除法案》（英語：TAKE IT DOWN Act），是一项美国法律，旨在应对非自愿发布的私密影像（即“报复性色情”）或利用人工智能制作的深度伪造内容在网站和社交媒体上的传播。该法案由参议员特德·克鲁兹于2024年6月提出，于2025年4月以几乎全票通过国会两院，并由唐纳德·特朗普总统于2025年5月19日签署成为法律。

## 背景和介绍
参议员泰德·克鲁兹于2024年6月首次提出了《删除法案》，该法案是在2023年德克萨斯州阿莱多市发生的一起事件之后提出的。当时几名高中生遭到性骚扰，另外一名学生拍摄了他们看似正常的照片，然后通过匿名账户在Snapchat上发布了经过处理的版本，处理过的图片使用了现有软件让这些学生看起来像裸体。虽然德克萨斯州有法律处理深度伪造视频，但并没有法规惩罚使用处理后照片的行为。由于该事件发生在校外，学区无法采取行动，而家长也无法联系当地警长办公室采取行动，三名学生因此转学至其他学区。克鲁兹在几个月后直接联系了Snapchat，照片在一小时内就被删除。克鲁兹表示：“不应该非得由一位在任参议员亲自打电话，这些照片才会被下架。如果这些学生是泰勒·斯威夫特，照片早就被撤掉了，而且理应如此，但每一个德州青少年也同样应该享有这个权利，你们也应当被平等对待。这也说明Snapchat完全知道该怎么把这些照片撤下来。”

## 立法
该法案在提出时，主要针对非自愿私密影像（也称为“复仇式色情”），包括真实拍摄的内容以及通过人工智能等工具生成的伪造图像，法案规定发布此类影像将被视为刑事犯罪。同时法案要求网站和社交媒体平台在受害者提出请求后48小时内删除相关内容，并清除可能存在的复制版本，同时对善意协助受害者的平台提供法律保护。该法案的执行将由联邦贸易委员会负责，刑事部分将在法案通过后立即生效，而平台将有一年的时间建立相应的举报和下架机制。
共和党籍的克鲁兹与民主党参议员艾米·克罗布彻共同推动这项跨党派法案，该法案由来自两党的另外11位参议员共同联署并获得多方支持，包括美国国家失踪与受剥削儿童中心、演员工会-美国电视和广播艺人联合会、全国妇女组织以及IBM等机构。
尽管该法案于2024年9月首次以“全票同意”程序提交参议院表决，但遭到科里·布克的阻止。布克的发言人表示他反对法案当时的版本，并希望与克鲁兹合作进行修改。此后两个月内，布克与克鲁兹合作推动对法案进行修订，明确哪些类型的网站适用于下架要求，并要求这些网站的用户在法案生效后知晓相关规定，而布克随后也成为该法案的共同提案人。法案于2024年12月在参议院全票通过，克鲁兹随后呼吁众议院在本届会议结束前进行表决。众议院曾试图将该法案纳入一项更大的政府拨款方案，以避免政府关门，但由于更广泛的党派分歧，该拨款案最终未获通过。为确保预算延期，包含《删除法案》在内的多个修正案被迫剔除，最终导致法案在第118届美国国会结束前未能重新提交。
在第119届国会开始后，克鲁兹重新提交了该法案，并获得20位参议员联合提案。法案于2025年2月在参议院再次全票通过。法案在众议院由玛丽亚·埃尔维拉·萨拉查众议员提出，并于2025年4月初获能源和商务委员会通过。4月28日，法案以409票赞成、2票反对在众议院获得通过。
唐纳德·特朗普在成功再任总统后曾公开表示支持该法案。第一夫人梅拉尼娅·特朗普也积极为法案争取支持，因为该法案延续了她在特朗普首个任期内主导的“做最好的自己”反网络欺凌倡议。2025年5月19日，特朗普正式签署该法案成为法律，并邀请梅拉尼娅一同签署。

## 批评
《删除法案》引发了一些第一修正案相关团体的担忧，包括民主与技术中心、作家协会、要求进步行动、电子前哨基金会、为未来而战、新闻自由基金会、新美国基金会开放技术研究所、公共知识组织以及TechFreedom等。上述团体并不反对打击非自愿私密影像，但对法案措辞含糊表示担忧。他们指出，尽管法案旨在针对非自愿私密影像，但并未明确排除其他合法内容可能被纳入下架范围。这可能扩展到储存在服务器上的非公开内容，如私信内容，甚至可能要求服务提供商破坏端到端加密，以便响应下架请求。
有评论指出，该法案设立的“通知与下架”机制可能被恶意行为者滥用，伪造身份以删除合法内容，类似数字千年版权法执行中曾出现的情况。虽然数字千年版权法设有申诉机制，但《删除法案》仅要求提出下架请求者应“善意”行事。电子前哨基金会还指出，尽管特朗普总统支持该法案，但他可能会将其用于打压批评自己的内容，这一担忧也与特朗普在第二任期初期解雇联邦贸易委员会两位民主党委员的行为有关。虽然“网络公民权利倡议”支持法案的立法初衷，但其也警告称“若平台确信自己不太可能成为联邦贸易委员会执法对象（例如与现政府关系密切的平台），可能会有恃无恐地无视非自愿私密影像举报。而试图认真识别真实投诉的平台，可能会被大量虚假举报淹没，影响其正常运作甚至生存。”

## 相关立法
自2022年起，参议员克罗布彻开始推动《防止有害影像剥削与限制传播法案》（SHIELD法案），旨在加强执法机关调查和起诉发布非自愿私密影像的能力，并对涉及未成年人的非自愿私密影像施以更严厉的处罚。该法案曾于2024年在参议院通过，之后在2025年2月克罗布彻再次在参议院重新提交该法案。
众议员亚历山德里娅·奥卡西奥-科尔特斯提出了《打击伪造淫秽图像与非自愿编辑法案》（DEFIANCE法案），赋予非自愿私密影像受害者向图像制作者提起民事索赔的权利。该法案在国会两院均获得跨党派支持，虽于2024年在参议院通过，但未能在众议院获得通过。2025年5月《删除法案》通过后，奥卡西奥-科尔特斯重新提交了该法案。